# Autostrada A4/A5
Die Autostrada A4/A5 (italienisch für ‚Autobahn A4/A5‘) ist ein Autobahnabzweig, der die A4 bei Santhià mit der A5 bei Ivrea verbindet. Bei Santhia schließt ein weiterer Autobahnabzweig A4/A26, welche die A4 mit der A26 verbindet, nahtlos an.
Bis in das Jahr 1969 trug die Autobahn die Nummer A18, welche danach an die Autobahn Messina - Rosolini vergeben wurde.
Die Autobahn wird von der italienischen Autobahngesellschaft ATIVA S.p.A. betrieben und verwaltet.